# Macromotettixoides wufengensis
Macromotettixoides wufengensis är en insektsart som beskrevs av Zheng, Z., X.-j. Wei och Min Li 2009. Macromotettixoides wufengensis ingår i släktet Macromotettixoides och familjen torngräshoppor. Inga underarter finns listade i Catalogue of Life.